# 2010 sur Internet
Cet article présente les faits marquants de l'année 2010 sur Internet.

## Évènements

### Septembre
- 21 septembre : 1 000 000e article sur la version française de Wikipédia.